# Joxe Mendizabal
Jose Javier Mendizabal Aldalur (Ibarra, Guipúzcoa, 5 de agosto de 1967), conocido como Joxe Mendizabal, es un músico, compositor y productor musical vasco.
Ha trabajado y creado música para varios grupos de música, programas de televisión y películas, tales como Betizu Taldea, Egin kantu! (ETB1), ¡Menuda decisión! (Cuatro), Vaya Semanita (ETB2), Oh Happy Day (ETB1), Goenkale, Bago!az o Hoy quiero confesar.

## Biografía
En 1986 creó juntos a otros el grupo guipuzcoano de música folk Xaximiku con el que sacó dos álbumes uno en 1986 y un segundo en 1989. Después se unió al grupo de rock Egan, junto con Xabier Saldias, con el que dio varios conciertos y grabó tres discos.
Medizabal toca el acordeón y él se define como acordeonista (soinujole, en euskera). En el año 2012 sacó su primer disco en solitario llamado Soinujolea naiz (Soy acordeonista, en euskera), en el que se reivindicaba ante todo como un acordeonista.
En el año 2000 comenzó a trabajar para EITB Media como músico, compositor, arreglista y productor musical. En el 2001 fue productor musical de Betizu y posteriormente del grupo de música Betizu Taldea (BT) para el que compuso cuatro discos y sencillos muy conocidos como «Lokaleko leihotik», sencillo de su tercer disco Bizi Bizi (2004), «Esaidazu», parte de su primer disco BT 1.0 (2002/03), «Gora Gora Betizu» o «Kolperik jo gabe».
De 2006 a 2010 fue director musical y coach del talent show Egin kantu! donde también era el coach de canto de los concursantes y les formaba antes de cada actuación (junto con la coreógrafa y bailarina Naiara Santacoloma que era la profesora de baile).
En el año 2005 compuso y produjo la banda sonora original de la película BT ispiluen jauregian, dirigida por Alberto J. Gorritiberea. Después trabajó como productor musical de programas como Sorginen laratza (ETB1), Wazemank (ETB1), Vaya semanita (ETB2), Euskal Kanturik Onena (ETB1) y otros. Fue miembro del jurado en el concurso Oh Happy Day de ETB1.
En el año 2016 fue el responsable de la producción musical de los programas Bi Gira (ETB1), Euskal Kantuen Gaua (ETB1) y Oh Happy Day (TV3). También fue el productor musical de Kantugiro (ETB1) y del talent show Bago!az (ETB1), en este último también se encargaba de preparar y ensayar con los concursantes como coach (junto con el coreógrafo y bailarín Karlos Nguema que era el profesor de baile).
También ha compuesto canciones y ha llevado la producción musical de series como Go!azen o Goenkale. También ha sido el supervisor musical de programas como A Ze Banda! donde dirigía las actuaciones de los concursantes, entre otros las del dúo Twin Melody, Aitana Etxeberria y Paula Etxeberria.

## Discografía
- 1987, Xaximiku (con Xaximiku)
- 1989, Musikaren indarrean gatoz (con Xaximiku)
- 1990, Erromerian (con Egan)
- 1991, Nahasean (con Egan)
- 1995, Egan berria (con Egan)
- 2012, Soinujolea naiz (en solitario)[2]

## Filmografía

### Cine
- 2005, BT ispiluen jauregian, dir. Alberto J. Gorritiberea (banda sonora original)
- 2013, Hoy quiero confesar, dir. Manu Aguilar  (con Elena Irureta en el reparto)

### Teatro
- 2017, Ondoko hilobiko tipoa / El tipo de la tumba de al lado (con Aitziber Garmendia e Iker Galartza en el reparto)[15]

### Televisión
- 2001-2004, Betizu, ETB1
- 2009-2011, Vaya Semanita, ETB2[16]
- 2006-2010, Egin kantu!, ETB1 (coach de canto del programa)
- 2007-2010, ¡Menuda decisión!, Cuatro
- 2008-2010, Oh Happy Day, ETB1 (miembro del jurado)[9]
- 2011-2013, Goenkale, ETB1
- 2010-2011, Kerman, ETB1
- 2014-2014, A Ze Banda!, ETB1
- 2015-2017, Kantugiro, ETB1
- 2017-2019, Bago!az, ETB1 (coach de canto del programa)
- 2017-2022, Go!azen, ETB1
- 2018-2020, Errepide Galduak, ETB1[17]